# Gyógyszerbeadási módok
A gyógyszereket valamilyen módon be kell juttatni a szervezetbe, hogy ott a vérárammal a kóros területre eljutva kórokozó ellenes vagy működésmódosító hatásukat kifejthessék.  A kívánatos hatás eléréséhez gyakran nem szükséges, sőt nem is kívánatos  az egész szervezet kitettsége (bőrgyógyászati megbetegedések, jól körülhatárolt rosszindulatú daganatok, egyes szervrendszerek viszonylag izolált megbetegedései stb.) amikor az a cél, hogy a gyógyszerek a megbetegedett szerveket, testrészeket érjék el hatásos adagban. A kétféle – általános és helyi (localis) - bejuttatási mód és hatás azonban nem különül el élesen. (A bőrön át felszívódó gyógyszerekkel is lehet általános hatást elérni, vagy bőrbetegségeket is nem a bőrön alkalmazott szerekkel kezelni, belégzéssel (inhalációval) bevitt gyógyszerek sem csak a légző rendszerre fejthetik ki a hatásukat, mint ahogy a gyomor-béltraktuson keresztül felszívódó gyógyszerek fő hatásukat általában nem az emésztőrendszerre fejtik ki. A beadás módja függ a gyógyszer jellegétől, a kívánatos adag (dózis) nagyságától, a beadás sürgősségétől vagy éppen az elhúzódó folyamatos alkalmazás szükségességétől, a kívánt hatás elérésének helyétől.

## Bőrön ható vagy bőrön keresztül felszívódó gyógyszerek formái (dermális, vagy transzdermális)
- Hintőpor
- Oldat
- Tinktúra
- Krém
- Csepp
- Tapasz

## Emésztőrendszerből felszívódó (enterális) gyógyszerek formái

### Szájon át adagolt
- Folyékony
- Gyógyteák (főzet, forrázat)
- „Kanalas” orvosságok
- Szilárd
- Por, granulátum
- Kapszula, mikrokapszula
- Tabletta

### Végbélen át adagolt
- Kúp
- Klizma

## Parenterális (emésztőrendszert megkerülő) bevitel
- Injekció
- Kután
- Szubkután
- Intravénás
- Intramuszkuláris
- Egyéb (intraarterialis, intraciszternális, intraperitoniális, intratracheális, intrapleurális)

### Hüvelyen át adagolt
- Kúp
- Kenőcs

## Különleges táplálási és gyógyszerbeviteli módok
- Szonda
- Stoma